# Olympische Winterspiele 2010/Teilnehmer (Island)
| Gelbes Symbol für Goldmedaillen mit stilisierten Olympischen Ringen | Graues Symbol für Silbermedaillen mit stilisierten Olympischen Ringen | Braundes Symbol für Bronzemedaillen mit stilisierten Olympischen Ringen |
| ------------------------------------------------------------------- | --------------------------------------------------------------------- | ----------------------------------------------------------------------- |
| —                                                                   | —                                                                     | —                                                                       |

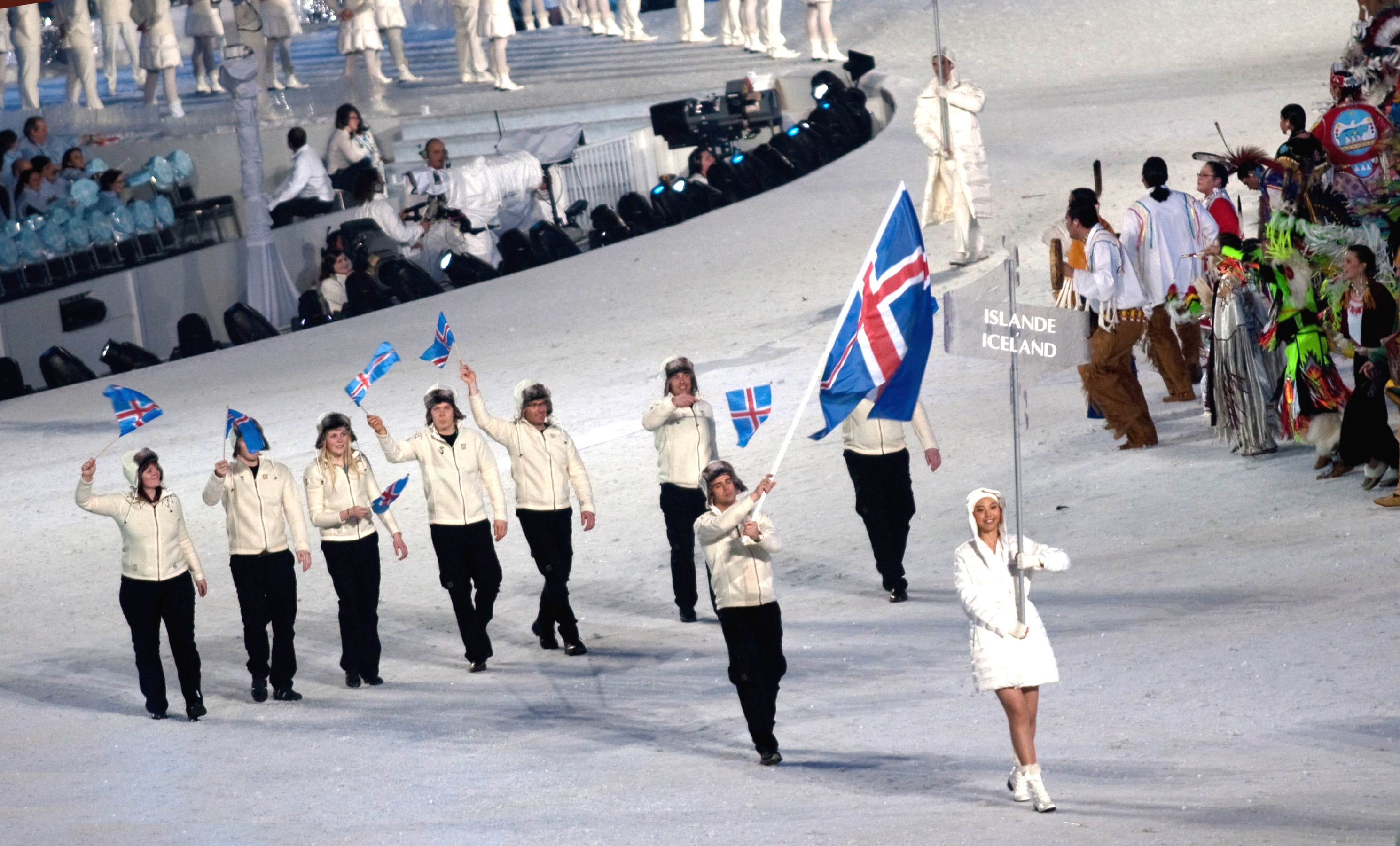
Einmarsch der isländischen Delegation

Island nahm an den Olympischen Winterspielen 2010 im kanadischen Vancouver mit vier Sportlern im Ski Alpin teil.

## Teilnehmer nach Sportart

### Ski Alpin
| Athleten                 | Wettbewerbe  | 1. Lauf     | 1. Lauf | 2. Lauf       | 2. Lauf       | Gesamt        | Gesamt        |
| Athleten                 | Wettbewerbe  | Zeit        | Rang    | Zeit          | Rang          | Zeit          | Rang          |
| ------------------------ | ------------ | ----------- | ------- | ------------- | ------------- | ------------- | ------------- |
| Frauen                   |              |             |         |               |               |               |               |
| Íris Guðmundsdóttir      | Slalom       | DNF         | DNF     | ausgeschieden | ausgeschieden | ausgeschieden | ausgeschieden |
| Íris Guðmundsdóttir      | Super-G      | —           | —       | —             | —             | DNF           | DNF           |
| Männer                   |              |             |         |               |               |               |               |
| Björgvin Björgvinsson    | Slalom       | DNF         | DNF     | ausgeschieden | ausgeschieden | ausgeschieden | ausgeschieden |
| Björgvin Björgvinsson    | Riesenslalom | 1:21,44 min | 42      | 1:25,27 min   | 45            | 2:46,71 min   | 43            |
| Stefán Jón Sigurgeirsson | Slalom       | DNF         | DNF     | ausgeschieden | ausgeschieden | ausgeschieden | ausgeschieden |
| Stefán Jón Sigurgeirsson | Super-G      | —           | —       | —             | —             | 1:39,12 min   | 45            |
| Árni Þorvaldsson         | Super-G      | —           | —       | —             | —             | DNF           | DNF           |